# ニュー・ケインジアン
ニュー・ケインジアンあるいはニュー・ケインジアン経済学（ニュー・ケインジアンけいざいがく、英: New Keynesian economics）は、ケインズ経済学にミクロ経済学的基礎付けを与えることを特徴とするマクロ経済学の一学派である。ケインズ経済学に対するマネタリストや新しい古典派からの批判に対応するなかで発展した。

## 概要・歴史
1960年代から1970年代にかけて、ミルトン・フリードマンをはじめとするマネタリストは実証的研究や恒常的所得仮説によってケインジアン的な裁量に基づいた財政・金融政策の問題点を指摘した。さらに、合理的期待仮説によって完全競争・完全情報市場において家計が将来について合理的な期待を形成すると仮定すると財政・金融政策は無効となることが示された。
これに対抗して、種々の仮定から新古典派経済学の枠組みで価格や賃金の名目硬直性 (Sticky) を導出し、裁量的な財政政策・金融政策の有効性を示そうとグレゴリー・マンキューやデビッド・ローマーによって始められたのがニュー・ケインジアンである。ニュー・ケインジアンがオールド・ケインジアンと異なる点はマネタリストや新しい古典派の考え方を一部取り入れている点にある。

## 理論
ニュー・ケインジアンの主要な主張は、賃金と価格が市場が完全雇用の達成を可能にするために直ちに順応しないことである。この価格と賃金の硬直性を新古典派経済学を使って説明することによって、遊休資源と開拓されない市場は合理的な期待があてはまる時にさえ存在し、持続しうると主張する。
なぜ価格がゆっくりとしか市場に順応しないかを説明するのに、いくつかのアプローチがある。

### 情報の島
エドムンド・フェルプスとロバート・ルーカスが提唱した理論。市場がいくつかに分割されていて、各企業は自分がいる個別市場の動きについては完全に情報を得ることができるが、他の市場を含めた市場全体の情報は不完全にしか手に入らないものと仮定する。すると、自分の市場で起きた変動が個別市場の変動によるものか、市場全体の変動によるものかを完全に合理的に即座に判断することはできず価格を中途半端にしか調整できないために、市場全体に変動をもたらす財政政策や金融政策が実体経済の生産量に影響を与えることができる。

#### 批判
情報化社会では情報技術の発展からより完全に近い情報を手に入れることが可能になり、この様な「情報の島」が発生しない或いは発生しても一時的なもので、「情報の島」が永続的に存在するという仮定は非現実的になるという批判もある。

### メニュー・コスト
新ケインズ派が一般的に使う用語として「メニュー・コスト」がある。会社が商品の価格を変更しない理由は、商品が負っている経費による。例えば、新しいカタログ、価格表、メニューを作る経費はメニュー・コストと考えられる。これらの宣伝費やメニュー・コストは、商品の価格を変えて、メニューをすべて作り直さなければならない場合に増大する。たとえそのメニュー・コストが小さいとしても、短期的には経費全体を変動させる。会社はそのコストを支払わねばならないだけでなく、価格変更にともなう外部性(externalities)がある。
マンキューが説明するように、供給資金の減少のため価格を下げる会社は、顧客の可処分所得を上げるであろう。価格を下げる決定は買い手がより多く購入できるようにするが、その時必ずしも価格を下げた当の会社の製品を買うわけではない。他社の販売を援助したくない会社は、価格を下げる前に躊躇するであろう。
パソコンなどで印刷したりインターネットにメニューを掲示することが普及して、メニューを替えることが簡単になっている。また、ディスカウント・セール（安売り）やクーポン券を使った割引により、メニューを替えなくても価格を下げることができることから、メニュー・コストは過度に強調されているのではないか、との批判もあった。しかし、メニューを消費者周知させるコストは存在するので、広義のメニューコストは無視できない存在であると考えられている。

### 情報コストと情報の非対称性
合理的期待仮説では、家計はすべての情報を無料で手に入れることができ、それらをすべて有効に活用して判断を下すことになっている。しかし、現実の世界において、情報の収集と行使にはさまざまなコストがかかる。このコストの存在により、家計がすべての情報を手に入れる努力をしなかったり、入手した情報を有効に使わないことがかえって合理的となる場合がある。この家計の行動の特性によって、企業側が適切に価格を設定したとしてもそれが最適な資源配分に繋がらない可能性が発生する。

### その他
上記では主に不完全情報を仮定したが、さらに不完全競争を仮定することによって、より強力に価格の硬直性が発生する＝財政・金融政策が有効であることをミクロ的に示すことが可能となる。

## 他学派との比較
経済学者たちが会議を開いて名称を統一したわけではないが、「新古典派統合」「ネオ＝ケインズ主義」「ニュー・ケインジアン」などの用語には親近性がある。第二次世界大戦後にポール・サミュエルソンが提唱した「新古典派統合」の理念は新古典派の考えるように、広範な供給不足の原理に沿って政府と中央銀行がおおよその完全雇用を維持するであろうということであった。
「ネオ＝ケインズ主義」はジェームズ・トービンとフランコ・モディリアーニに指導され、新古典派との統合にその理論の基礎を置くが、多くの重点はミクロ経済の基盤とマクロ経済におけるレオン・ワルラスの一般均衡理論を使用することに由来する。そして私的な固定投資などにあらわれる経済生活の根本的な不確実性を強調する、ポスト・ケインズ学派のポール・デヴィッドソン (Paul Davidson) などと対比される。
かつてジョージ・W・ブッシュ大統領下の経済諮問委員会の議長だったグレゴリー・マンキューと提携したニュー・ケインジアンは、ロバート・ルーカス (経済学者)と新しい古典派への反応といえよう。新しい古典派はネオ＝ケインズ主義の「合理的期待」の概念に光を当て、その矛盾を批判した。そしてそのユニークな完全雇用における市場清算均衡（market-clearing equilibrium）を合理的期待と結びつけた。ニュー・ケインジアンは、価格の硬直性のために市場には清算を阻む「ミクロ的基盤」があるので短期的には市場は均衡できず、よって合理的期待に基礎を置いた理論は当てはまらないと主張した。
新古典派統合が財政政策や金融政策が完全雇用を実現することを期待するのに対して、新しい古典派は価格と賃金の調整が完全雇用を短期に達成するであろうと推測する。一方でニュー・ケインジアンは「価格の硬直性」のため完全雇用は短期では自動的に達成出来ず、政府と中央銀行の政策や指導は非常に長期にわたらねばならないと主張した。

## 参照
- ケインズ経済学 (Keynesian economics)
- ポスト・ケインズ派経済学 (Post-Keynesian economics)
- ネオ・ケインジアン経済学 (Neo-Keynesian Economics)
- 新しい古典派 (New classical economics)